# Alberto Paloschi
Alberto Paloschi (Chiari, 4 gennaio 1990) è un calciatore italiano, attaccante  del Chievo.

## Carriera

### Club

#### Gli inizi
Nato a Chiari, in provincia di Brescia, ha cominciato a giocare nelle giovanili della Cividatese, squadra del suo paese di residenza, Cividate al Piano, in provincia di Bergamo, fino alla categoria esordienti. Paloschi ha iniziato a giocare come esterno di centrocampo prima di iniziare a fare l'attaccante. Successivamente ha fatto diversi provini all'Atalanta, ma nessuno di questi ha avuto esito positivo.
Il 10 febbraio 2008 fa il suo esordio in serie A con il Milan nella partita casalinga contro il Siena. A soli 18 secondi dal suo ingresso in campo segna il suo primo gol, decisivo per la vittoria dei rossoneri per 1-0.

#### Parma

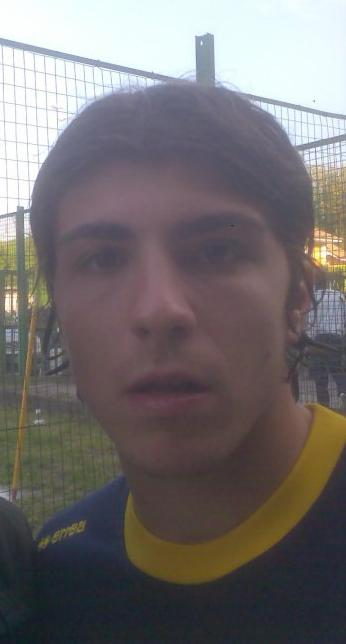
Alberto Paloschi ai tempi del fuori dallo Stadio Partenio di Avellino

Il 27 agosto 2008 il Parma, compagine di Serie B, ne ha ufficializzato l'acquisizione in compartecipazione dal Milan. Con i ducali ha esordito il 29 agosto 2008 contro il Rimini (1-1) nell'anticipo della prima giornata di Serie B 2008-2009, entrando all'inizio del secondo tempo. Ha segnato il primo gol in maglia gialloblù il 13 settembre 2008 contro l'Ancona, realizzando al 12º minuto il primo gol del 4-1 finale con un colpo di testa sullo sviluppo di un calcio d'angolo. Durante la stagione, terminata con la promozione in Serie A dei ducali, Paloschi ha giocato 39 partite nelle quali ha segnato 12 gol.
Il 16 giugno 2009 la società gialloblu ha ufficializzato il rinnovo della comproprietà di Paloschi anche per la stagione 2009-2010. Il 23 agosto 2009 ha segnato il primo gol stagionale nella partita della prima giornata di campionato pareggiata 2-2 in casa dell'Udinese. Il 15 settembre 2009 ha ricevuto il "Premio Silvio Piola" come miglior attaccante Under-21 della stagione 2008-2009. Le sue presenze nel secondo campionato in maglia crociata sono state limitate da due infortuni muscolari dovuti alla repentina crescita del giocatore (5 centimetri in un anno): il primo l'8 novembre 2009 in Parma-Chievo e il secondo durante Parma-Lazio del 14 febbraio 2010.
Il 25 giugno 2010 il sito ufficiale del Parma ha comunicato l'avvenuto rinnovo della comproprietà con il Milan fino al 2011. Nella stagione 2009-2010 Paloschi ha disputato 18 gare (17 in Serie A e una in Coppa Italia) segnando 4 gol in campionato.
La stagione 2010-2011 non è iniziata nel migliore dei modi per l'attaccante che, dopo aver giocato la prima partita della Serie A 2010-2011 contro il Brescia subentrando nel corso della ripresa a Bojinov, è dovuto rimanere lontano dai campi di gioco per tutto il resto del 2010 a causa di un nuovo infortunio muscolare subito con la Nazionale Under-21.

#### Genoa e ritorno al Milan
Il 26 gennaio 2011 il Milan ha riscattato la metà del cartellino in possesso del Parma e ha ceduto il giocatore in comproprietà al Genoa, squadra con cui si stava allenando già da alcuni giorni.
Ha fatto il suo esordio in maglia rossoblù il 30 gennaio 2011, subentrando a Marco Rossi nei minuti finali della partita Genoa-Parma (3-1). Il 20 febbraio 2011 ha segnato le prime reti con il Grifone, grazie alla prima doppietta personale in Serie A realizzata contro la Roma che ha fissato il risultato sul 4-3 in favore della squadra ligure. In totale con il Genoa ha disputato 12 partite in campionato e segnato 2 gol.
Il 24 maggio 2011 Genoa e Milan si sono accordati per risolvere la compartecipazione a favore della squadra rossonera e così Paloschi, dopo tre anni in comproprietà, è tornato al Milan. L'accordo è stato formalizzato il 22 giugno seguente. Il 6 agosto 2011 ha vinto la Supercoppa italiana con il Milan che ha battuto l'Inter a Pechino per 2-1, partita nella quale Paloschi non è però sceso in campo.

#### Chievo

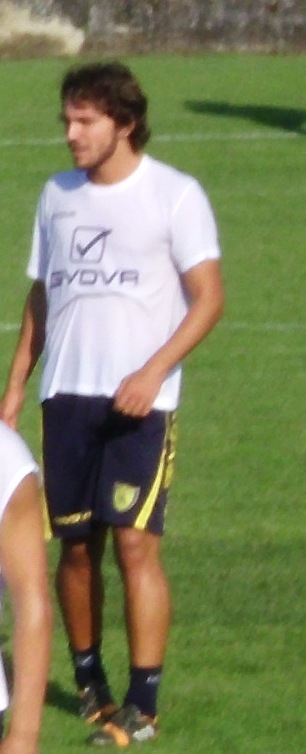
Paloschi in allenamento con il Chievo Verona nel 2014

L'8 agosto 2011 è passato in prestito con diritto di riscatto della compartecipazione al Chievo. Ha esordito in maglia gialloblu il 18 settembre 2011 nella partita di campionato persa per 2-1 contro il Parma, subentrando nel corso del primo tempo a Sergio Pellissier e segnando la rete del momentaneo 1-1 clivense. In totale nel primo anno con la squadra veneta ha disputato 36 partite segnando 6 gol. Alla fine della stagione Chievo e Milan si sono accordati per il prolungamento del prestito del giocatore fino alla fine della stagione 2012-2013.
Nell'agosto del 2012 si è infortunato alla caviglia riportando una distorsione con lesione del legamento ed è quindi stato operato per la ricostruzione della capsula. È tornato in campo l'11 novembre 2012 contro l'Udinese subentrando a Luciano nel corso del secondo tempo e segnando su rigore la seconda rete dei clivensi (2-2 il risultato finale). Il 2 dicembre seguente ha realizzato la prima tripletta in carriera, segnando le prime 3 reti (di cui la prima su rigore) con cui il Chievo ha battuto per 4-2 il Genoa al Ferraris. Il 31 gennaio 2013, ultimo giorno del mercato invernale, Chievo e Milan, con un comunicato sui propri siti ufficiali, hanno annunciato di essersi accordati per la cessione in compartecipazione del giocatore al Chievo. Alla fine della stagione, conclusa da Paloschi con all'attivo 20 presenze e 7 reti, le due società hanno rinnovato la comproprietà del giocatore per un ulteriore anno.
Nella stagione successiva ha disputato 37 partite realizzando 15 gol di cui 13 in campionato tra cui tre doppiette (una contro il Napoli, una contro il Genoa e un'altra al Bologna), tutte al Bentegodi, e una tripletta in casa del Livorno. Ha inoltre realizzato una doppietta anche in Coppa Italia contro la Reggina che ha valso la qualificazione agli ottavi di finale, dove il Chievo è stato eliminato dalla Fiorentina. Al termine della stagione il Chievo ha riscattato dal Milan la seconda metà del cartellino di Paloschi.
Segna la sua prima rete il 21 settembre nella partita persa 3-2 contro il Parma a 8 minuti dalla fine. Il 21 dicembre 2014 il Chievo vince il derby contro il Verona grazie ad un suo goal di testa a dieci minuti dalla fine, diventando così l'eroe della partita e dei suoi tifosi. Il 15 marzo a Marassi contro il Genoa realizza la sua prima doppietta stagionale che vale la vittoria per il Chievo (0-2). Con queste due reti, diventa il secondo miglior marcatore dei clivensi in Serie A con 31 reti (il primo è Pellissier), scalzando Cossato. Il 10 maggio realizza la sua seconda rete in un Derby di Verona (dopo quella dell'andata) aprendo le marcature con un colpo di testa.
La stagione 2015-2016 si apre nel migliore dei modi, con tre gol segnati dopo appena due giornate di campionato (la prima all'esordio contro l'Empoli seguita da una doppietta nella vittoria contro la Lazio). Il 6 dicembre 2015, siglando un rigore nella vittoria per 2-0 contro il Frosinone, segna il suo quarantesimo gol con la maglia del Chievo (e il suo sesto gol in campionato).

#### Swansea City
Il 29 gennaio 2016 viene acquistato per 10 milioni di euro dallo Swansea City, squadra militante in Premier League, con cui firma un contratto di tre anni e mezzo con un ingaggio di 1,2 mln di euro; sceglie di indossare la maglia numero 9. Quattro giorni più tardi fa il suo esordio con la nuova maglia, nella partita pareggiata per 1-1 sul campo del West Bromwich Albion, subentrando a Ki Sung-yueng alla fine del primo tempo. Il 28 febbraio seguente segna il suo primo gol con gli Swans, nella sconfitta per 1-2 contro il Tottenham a White Hart Lane. Si ripete il 2 aprile, realizzando una rete nel 2-2 sul campo dello Stoke City. In sei mesi mette insieme 10 presenze e 2 gol.

#### Atalanta
Il 17 giugno dello stesso anno viene annunciato il suo ingaggio per 7,5 milioni di euro ed uno stipendio di 1 milione netto a stagione più bonus per complessive sei stagioni (cinque più un'opzione per il sesto anno) da parte dell'Atalanta a partire dal 1º luglio. Gioca la sua prima partita ufficiale con i bergamaschi il 13 agosto 2016, nel terzo turno di Coppa Italia vinto per 3-0 contro la Cremonese, formazione di Lega Pro.

#### SPAL e prestito al Cagliari

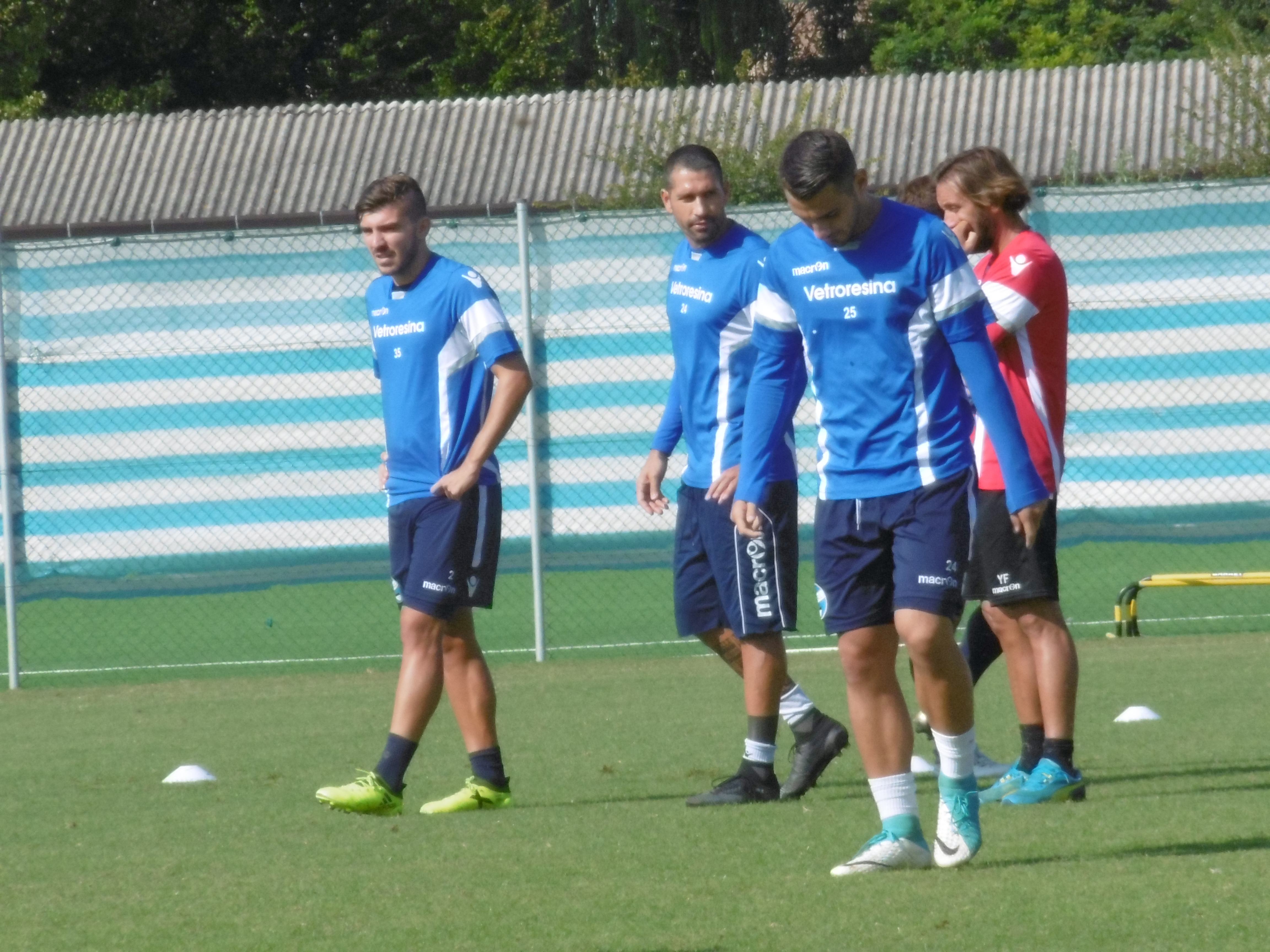
Paloschi in allenamento con la Spal nel settembre 2017

Dopo aver vissuto da comprimario la storica stagione della squadra bergamasca, con 14 presenze totali senza reti segnate, il 7 luglio 2017 passa in prestito con diritto di riscatto alla SPAL. Segna la sua prima rete il 1º ottobre, nella sfida casalinga pareggiata 1-1 contro il Crotone. In due anni e mezzo mette insieme 64 presenze e 10 gol.
Il 31 gennaio 2020 passa in prestito al Cagliari nello scambio con Alberto Cerri. Esordisce con i sardi il 1º febbraio contro il Parma, nella gara di campionato pareggiata in casa (2-2). Collezionerà soltanto 7 presenze totali con il club sardo.
A fine stagione torna alla SPAL, scendendo in cadetteria dopo 11 stagioni nelle massime serie, e torna al gol il 17 ottobre 2020 nel pareggio per 3-3 sul campo del Pordenone. Al termine della stagione resta svincolato.

#### Siena
Il 19 agosto 2021 trova l'accordo con il Siena, scendendo in Serie C per la prima volta in carriera, sottoscrivendo un accordo proprio con la squadra contro la quale 13 anni prima aveva debuttato e segnato in Serie A. Il 12 settembre segna il primo gol con i bianconeri, nel 3-0 nel derby contro la Carrarese.. Alla fine della stagione 2022-2023, con la mancata iscrizione della squadra toscana, rimane svincolato.

#### Serie D
Il 23 settembre 2023, Paloschi scende ulteriormente di categoria e firma per il Desenzano, squadra bresciana militante in Serie D.
Il 19 maggio 2024 segna la rete decisiva per la vittoria della finale play-off del girone B di Serie D contro la Varesina.
Nel gennaio del 2025 lascia il Desenzano e passa alla Pro Palazzolo che milita nello stesso girone. Esordisce con la Pro il 15 gennaio seguente in casa, siglando la rete della vittoria proprio contro la sua precedente squadra.
Nel luglio 2025 resta in categoria ma dopo tanti anni torna al Chievo che ha ambizioni di promozione.

### Nazionale
Il 17 novembre 2006 ha esordito nella Nazionale Under-17, con cui ha disputato 9 partite e realizzato 4 gol.
Il 12 novembre 2007, invece, ha esordito nella Nazionale Under-19 contro Malta, partita valida per le qualificazioni all'Europeo Under-19 2008, sostituendo all'inizio del secondo tempo Eusepi.
Il 22 marzo 2008 è stato convocato per la prima volta nella Nazionale Under-21 di Pierluigi Casiraghi al posto dell'infortunato Andrea Russotto.
Il 26 maggio 2008 ha segnato la sua prima rete con la Nazionale Under-19 nella partita valida per la Fase Elite di qualificazione agli Europei di categoria del 2008 contro i pari età della Svezia (2-0) siglando al 42º minuto il gol del momentaneo 1-0. Nel luglio del 2008 ha partecipato all'Europeo Under-19 in Repubblica Ceca, in cui la Nazionale azzurra si è classificata seconda, disputando 5 partite nelle quali ha realizzato 2 gol, entrambi su rigore, nella fase a gironi, uno contro la Grecia e l'altro contro i padroni di casa della Repubblica Ceca.
Il 18 novembre 2008, sotto la direzione del tecnico Pierluigi Casiraghi, ha esordito a 18 anni nella Nazionale Under-21, entrando nel secondo tempo della partita amichevole Germania-Italia (1-0) in sostituzione di Mario Balotelli. Il 25 marzo 2009 ha realizzato il suo primo gol con l'Under-21 nella partita Austria-Italia (2-2).
È stato convocato per gli Europei Under-21 2009, durante i quali è sceso in campo nella semifinale persa contro la Germania sostituendo Acquafresca al 79º minuto di gioco. Successivamente con la Nazionale Under-21 ha preso parte alle qualificazioni all'Europeo Under-21 2011 (4 presenze e un gol nella prima gara contro il Galles) e a quelle per l'Europeo Under-21 2013 (6 presenze e un gol contro l'Ungheria). È stato inoltre inserito tra i 23 convocati per la fase finale dell'Europeo Under-21 2013 in Israele dove ha disputato da titolare la terza ed ultima partita della fase a gironi contro la Norvegia, pareggiata 1-1.
Dal 10 al 12 marzo 2014 è stato convocato dal CT della nazionale maggiore Cesare Prandelli per uno stage organizzato allo scopo di visionare giovani giocatori in vista dei Mondiali 2014, e anche dal 1° al 4 giugno 2015 è stato convocato dal CT della nazionale Antonio Conte per uno stage in vista delle partite di qualificazione agli Europei del 2016.

## Statistiche

### Presenze e reti nei club
Statistiche aggiornate al 28 aprile 2025.
| Stagione         | Squadra          | Campionato       | Campionato | Campionato | Coppe nazionali | Coppe nazionali | Coppe nazionali | Coppe continentali | Coppe continentali | Coppe continentali | Altre coppe | Altre coppe | Altre coppe | Totale | Totale |
| Stagione         | Squadra          | Comp             | Pres       | Reti       | Comp            | Pres            | Reti            | Comp               | Pres               | Reti               | Comp        | Pres        | Reti        | Pres   | Reti   |
| ---------------- | ---------------- | ---------------- | ---------- | ---------- | --------------- | --------------- | --------------- | ------------------ | ------------------ | ------------------ | ----------- | ----------- | ----------- | ------ | ------ |
| 2007-2008        | Milan            | A                | 7          | 2          | CI              | 2               | 2               | UCL                | 0                  | 0                  | -           | -           | -           | 9      | 4      |
| 2008-2009        | Parma            | B                | 39         | 12         | CI              | 0               | 0               | -                  | -                  | -                  | -           | -           | -           | 39     | 12     |
| 2009-2010        | Parma            | A                | 17         | 4          | CI              | 1               | 0               | -                  | -                  | -                  | -           | -           | -           | 18     | 4      |
| 2010-gen. 2011   | Parma            | A                | 1          | 0          | CI              | 0               | 0               | -                  | -                  | -                  | -           | -           | -           | 1      | 0      |
| Totale Parma     | Totale Parma     | Totale Parma     | 57         | 16         |                 | 1               | 0               |                    | -                  | -                  |             | -           | -           | 58     | 16     |
| gen.-giu. 2011   | Genoa            | A                | 12         | 2          | CI              | -               | -               | -                  | -                  | -                  | -           | -           | -           | 12     | 2      |
| 2011-2012        | Chievo           | A                | 32         | 5          | CI              | 4               | 1               | -                  | -                  | -                  | -           | -           | -           | 36     | 6      |
| 2012-2013        | Chievo           | A                | 20         | 7          | CI              | 0               | 0               | -                  | -                  | -                  | -           | -           | -           | 20     | 7      |
| 2013-2014        | Chievo           | A                | 34         | 13         | CI              | 3               | 2               | -                  | -                  | -                  | -           | -           | -           | 37     | 15     |
| 2014-2015        | Chievo           | A                | 37         | 9          | CI              | 1               | 0               | -                  | -                  | -                  | -           | -           | -           | 38     | 9      |
| 2015-gen. 2016   | Chievo           | A                | 21         | 8          | CI              | 1               | 0               | -                  | -                  | -                  | -           | -           | -           | 22     | 8      |
| Totale Chievo    | Totale Chievo    | Totale Chievo    | 144        | 42         |                 | 9               | 3               |                    | -                  | -                  |             | -           | -           | 153    | 45     |
| gen.-giu. 2016   | Swansea City     | PL               | 10         | 2          | FACup+CdL       | -               | -               | -                  | -                  | -                  | -           | -           | -           | 10     | 2      |
| 2016-2017        | Atalanta         | A                | 13         | 0          | CI              | 1               | 0               | -                  | -                  | -                  | -           | -           | -           | 14     | 0      |
| 2017-2018        | SPAL             | A                | 36         | 7          | CI              | 1               | 0               | -                  | -                  | -                  | -           | -           | -           | 37     | 7      |
| 2018-2019        | SPAL             | A                | 23         | 2          | CI              | 2               | 0               | -                  | -                  | -                  | -           | -           | -           | 25     | 2      |
| 2019-gen. 2020   | SPAL             | A                | 10         | 0          | CI              | 2               | 1               | -                  | -                  | -                  | -           | -           | -           | 12     | 1      |
| gen.-giu. 2020   | Cagliari         | A                | 7          | 0          | CI              | 0               | 0               | -                  | -                  | -                  | -           | -           | -           | 7      | 0      |
| 2020-2021        | SPAL             | B                | 26         | 7          | CI              | 2               | 1               | -                  | -                  | -                  | -           | -           | -           | 28     | 8      |
| Totale SPAL      | Totale SPAL      | Totale SPAL      | 95         | 16         |                 | 7               | 2               |                    | -                  | -                  |             | -           | -           | 102    | 18     |
| 2021-2022        | Siena            | C                | 21         | 4          | CI              | 0               | 0               | -                  | -                  | -                  | -           | -           | -           | 21     | 4      |
| 2022-2023        | Siena            | C                | 32         | 13         | CI-C            | 0               | 0               | -                  | -                  | -                  | -           | -           | -           | 32     | 13     |
| Totale Siena     | Totale Siena     | Totale Siena     | 53         | 17         |                 | 0               | 0               |                    | -                  | -                  |             | -           | -           | 53     | 17     |
| 2023-2024        | Desenzano        | D                | 29+2       | 8+1        | CI              | 0               | 0               | -                  | -                  | -                  | -           | -           | -           | 31     | 9      |
| 2024-gen. 2025   | Desenzano        | D                | 7          | 3          | CI-D            | 1               | 1               | -                  | -                  | -                  | -           | -           | -           | 8      | 4      |
| Totale Desenzano | Totale Desenzano | Totale Desenzano | 36+2       | 11+1       |                 | 1               | 1               |                    | -                  | -                  |             | -           | -           | 39     | 13     |
| gen.-giu. 2025   | Pro Palazzolo    | D                | 17         | 12         | CI-D            | -               | -               | -                  | -                  | -                  | -           | -           | -           | 17     | 12     |
| 2025-2026        | Chievo           | D                | 0          | 0          | CI-D            | 0               | 0               | -                  | -                  | -                  | -           | -           | -           | 0      | 0      |
| Totale carriera  | Totale carriera  | Totale carriera  | 448+2      | 117+1      |                 | 23              | 8               |                    | 0                  | 0                  |             | -           | -           | 471    | 128    |

### Cronologia presenze e reti in nazionale
| Cronologia completa delle presenze e delle reti in nazionale ― Italia under 21 | Cronologia completa delle presenze e delle reti in nazionale ― Italia under 21 | Cronologia completa delle presenze e delle reti in nazionale ― Italia under 21 | Cronologia completa delle presenze e delle reti in nazionale ― Italia under 21 | Cronologia completa delle presenze e delle reti in nazionale ― Italia under 21 | Cronologia completa delle presenze e delle reti in nazionale ― Italia under 21 | Cronologia completa delle presenze e delle reti in nazionale ― Italia under 21 | Cronologia completa delle presenze e delle reti in nazionale ― Italia under 21 |
| Data                                                                           | Città                                                                          | In casa                                                                        | Risultato                                                                      | Ospiti                                                                         | Competizione                                                                   | Reti                                                                           | Note                                                                           |
| ------------------------------------------------------------------------------ | ------------------------------------------------------------------------------ | ------------------------------------------------------------------------------ | ------------------------------------------------------------------------------ | ------------------------------------------------------------------------------ | ------------------------------------------------------------------------------ | ------------------------------------------------------------------------------ | ------------------------------------------------------------------------------ |
| 18-11-2008                                                                     | Osnabrück                                                                      | Germania under 21                                                              | 1 – 0                                                                          | Italia under 21                                                                | Amichevole                                                                     | -                                                                              |                                                                                |
| 25-3-2009                                                                      | Vienna                                                                         | Austria under 21                                                               | 2 – 2                                                                          | Italia under 21                                                                | Amichevole                                                                     | 1                                                                              |                                                                                |
| 9-6-2009                                                                       | Farum                                                                          | Danimarca under 21                                                             | 0 – 4                                                                          | Italia under 21                                                                | Amichevole                                                                     | -                                                                              |                                                                                |
| 26-6-2009                                                                      | Helsingborg                                                                    | Italia under 21                                                                | 0 – 1                                                                          | Germania under 21                                                              | Europeo Under-21 2009 - Semifinale                                             | -                                                                              |                                                                                |
| 12-8-2009                                                                      | San Pietroburgo                                                                | Russia under 21                                                                | 3 – 2                                                                          | Italia under 21                                                                | Amichevole                                                                     | 1                                                                              |                                                                                |
| 4-9-2009                                                                       | Swansea                                                                        | Galles under 21                                                                | 2 – 1                                                                          | Italia under 21                                                                | Qual. Europeo Under-21 2011                                                    | 1                                                                              |                                                                                |
| 8-9-2009                                                                       | Novara                                                                         | Italia under 21                                                                | 2 – 0                                                                          | Lussemburgo under 21                                                           | Qual. Europeo Under-21 2011                                                    | -                                                                              |                                                                                |
| 13-10-2009                                                                     | Mantova                                                                        | Italia under 21                                                                | 1 – 1                                                                          | Bosnia ed Erzegovina under 21                                                  | Qual. Europeo Under-21 2011                                                    | -                                                                              |                                                                                |
| 11-8-2010                                                                      | Viareggio                                                                      | Italia under 21                                                                | 2 – 2                                                                          | Danimarca under 21                                                             | Amichevole                                                                     | 1                                                                              |                                                                                |
| 3-9-2010                                                                       | Sarajevo                                                                       | Bosnia ed Erzegovina under 21                                                  | 0 – 1                                                                          | Italia under 21                                                                | Qual. Europeo Under-21 2011                                                    | -                                                                              |                                                                                |
| 24-3-2011                                                                      | Reggio Emilia                                                                  | Italia under 21                                                                | 3 – 1                                                                          | Svezia under 21                                                                | Amichevole                                                                     | 1                                                                              |                                                                                |
| 29-3-2011                                                                      | Kassel                                                                         | Germania under 21                                                              | 2 – 2                                                                          | Italia under 21                                                                | Amichevole                                                                     | -                                                                              |                                                                                |
| 13-4-2011                                                                      | Padova                                                                         | Italia under 21                                                                | 2 – 0                                                                          | Russia under 21                                                                | Amichevole                                                                     | -                                                                              |                                                                                |
| 1-6-2011                                                                       | Tolone                                                                         | Costa d'Avorio under 23                                                        | 0 – 2                                                                          | Italia under 21                                                                | Torneo di Tolone 2011                                                          | 1                                                                              |                                                                                |
| 5-6-2011                                                                       | Le Lavandou                                                                    | Colombia under 20                                                              | 1 – 1                                                                          | Italia under 21                                                                | Torneo di Tolone 2011                                                          | 1                                                                              |                                                                                |
| 8-6-2011                                                                       | Tolone                                                                         | Francia under 20                                                               | 1 – 0                                                                          | Italia under 21                                                                | Torneo di Tolone 2011                                                          | -                                                                              |                                                                                |
| 10-6-2011                                                                      | Tolone                                                                         | Italia under 21                                                                | 1 – 1                                                                          | Messico under 20                                                               | Torneo di Tolone 2011                                                          | -                                                                              |                                                                                |
| 10-8-2011                                                                      | Varese                                                                         | Italia under 21                                                                | 1 – 1                                                                          | Svizzera under 21                                                              | Amichevole                                                                     | -                                                                              |                                                                                |
| 6-9-2011                                                                       | Székesfehérvár                                                                 | Ungheria under 21                                                              | 0 – 3                                                                          | Italia under 21                                                                | Qual. Europeo Under-21 2013                                                    | -                                                                              |                                                                                |
| 6-10-2011                                                                      | Vaduz                                                                          | Liechtenstein under 21                                                         | 2 – 7                                                                          | Italia under 21                                                                | Qual. Europeo Under-21 2013                                                    | -                                                                              |                                                                                |
| 11-10-2011                                                                     | Rieti                                                                          | Italia under 21                                                                | 2 – 0                                                                          | Turchia under 21                                                               | Qual. Europeo Under-21 2013                                                    | -                                                                              |                                                                                |
| 10-11-2011                                                                     | Istanbul                                                                       | Turchia under 21                                                               | 0 – 2                                                                          | Italia under 21                                                                | Qual. Europeo Under-21 2013                                                    | -                                                                              |                                                                                |
| 15-11-2011                                                                     | Casarano                                                                       | Italia under 21                                                                | 2 – 0                                                                          | Ungheria under 21                                                              | Qual. Europeo Under-21 2013                                                    | 1                                                                              |                                                                                |
| 28-2-2012                                                                      | Cannes                                                                         | Francia under 21                                                               | 1 – 1                                                                          | Italia under 21                                                                | Amichevole                                                                     | 1                                                                              |                                                                                |
| 4-6-2012                                                                       | Sligo                                                                          | Irlanda under 21                                                               | 2 – 2                                                                          | Italia under 21                                                                | Qual. Europeo Under-21 2013                                                    | -                                                                              |                                                                                |
| 6-2-2013                                                                       | Andria                                                                         | Italia under 21                                                                | 2 – 4                                                                          | Germania under 21                                                              | Amichevole                                                                     | -                                                                              |                                                                                |
| 22-3-2013                                                                      | Cittadella                                                                     | Italia under 21                                                                | 2 – 0                                                                          | Russia under 21                                                                | Amichevole                                                                     | -                                                                              |                                                                                |
| 25-3-2013                                                                      | Bassano del Grappa                                                             | Italia under 21                                                                | 1 – 0                                                                          | Ucraina under 21                                                               | Amichevole                                                                     | -                                                                              |                                                                                |
| 11-6-2013                                                                      | Tel Aviv                                                                       | Norvegia under 21                                                              | 1 – 1                                                                          | Italia under 21                                                                | Europeo Under-21 2013 - 1º turno                                               | -                                                                              |                                                                                |
| Totale                                                                         |                                                                                | Presenze                                                                       | 29                                                                             |                                                                                | Reti                                                                           | 9                                                                              |                                                                                |

| Cronologia completa delle presenze e delle reti in nazionale ― Italia under 20 | Cronologia completa delle presenze e delle reti in nazionale ― Italia under 20 | Cronologia completa delle presenze e delle reti in nazionale ― Italia under 20 | Cronologia completa delle presenze e delle reti in nazionale ― Italia under 20 | Cronologia completa delle presenze e delle reti in nazionale ― Italia under 20 | Cronologia completa delle presenze e delle reti in nazionale ― Italia under 20 | Cronologia completa delle presenze e delle reti in nazionale ― Italia under 20 | Cronologia completa delle presenze e delle reti in nazionale ― Italia under 20 |
| Data                                                                           | Città                                                                          | In casa                                                                        | Risultato                                                                      | Ospiti                                                                         | Competizione                                                                   | Reti                                                                           | Note                                                                           |
| ------------------------------------------------------------------------------ | ------------------------------------------------------------------------------ | ------------------------------------------------------------------------------ | ------------------------------------------------------------------------------ | ------------------------------------------------------------------------------ | ------------------------------------------------------------------------------ | ------------------------------------------------------------------------------ | ------------------------------------------------------------------------------ |
| 10-9-2008                                                                      | Morbio Inferiore                                                               | Svizzera under 20                                                              | 5 – 2                                                                          | Italia under 20                                                                | Torneo Quattro Nazioni                                                         | -                                                                              |                                                                                |
| Totale                                                                         |                                                                                | Presenze                                                                       | 1                                                                              |                                                                                | Reti                                                                           | 0                                                                              |                                                                                |

| Cronologia completa delle presenze e delle reti in nazionale ― Italia under 19 | Cronologia completa delle presenze e delle reti in nazionale ― Italia under 19 | Cronologia completa delle presenze e delle reti in nazionale ― Italia under 19 | Cronologia completa delle presenze e delle reti in nazionale ― Italia under 19 | Cronologia completa delle presenze e delle reti in nazionale ― Italia under 19 | Cronologia completa delle presenze e delle reti in nazionale ― Italia under 19 | Cronologia completa delle presenze e delle reti in nazionale ― Italia under 19 | Cronologia completa delle presenze e delle reti in nazionale ― Italia under 19 |
| Data                                                                           | Città                                                                          | In casa                                                                        | Risultato                                                                      | Ospiti                                                                         | Competizione                                                                   | Reti                                                                           | Note                                                                           |
| ------------------------------------------------------------------------------ | ------------------------------------------------------------------------------ | ------------------------------------------------------------------------------ | ------------------------------------------------------------------------------ | ------------------------------------------------------------------------------ | ------------------------------------------------------------------------------ | ------------------------------------------------------------------------------ | ------------------------------------------------------------------------------ |
| 12-11-2007                                                                     | Jesi                                                                           | Malta under 19                                                                 | 0 – 2                                                                          | Italia under 19                                                                | Qual. Europeo Under-19 2008                                                    | -                                                                              |                                                                                |
| 15-11-2007                                                                     | Castelfidardo                                                                  | Italia under 19                                                                | 3 – 1                                                                          | Croazia under 19                                                               | Qual. Europeo Under-19 2008                                                    | -                                                                              |                                                                                |
| 12-12-2007                                                                     | Rende                                                                          | Italia under 19                                                                | 0 – 1                                                                          | Francia under 19                                                               | Amichevole                                                                     | -                                                                              |                                                                                |
| 26-5-2008                                                                      | Martigny                                                                       | Italia under 19                                                                | 2 – 0                                                                          | Svezia under 19                                                                | Qual. Europeo Under-19 2008                                                    | 1                                                                              |                                                                                |
| 28-5-2008                                                                      | Sion                                                                           | Italia under 19                                                                | 2 – 0                                                                          | Svizzera under 19                                                              | Qual. Europeo Under-19 2008                                                    | 1                                                                              |                                                                                |
| 31-5-2008                                                                      | Sion                                                                           | Francia under 19                                                               | 0 – 2                                                                          | Italia under 19                                                                | Qual. Europeo Under-19 2008                                                    | -                                                                              |                                                                                |
| 14-7-2008                                                                      | Mladá Boleslav                                                                 | Grecia under 19                                                                | 1 – 1                                                                          | Italia under 19                                                                | Europeo Under-19 2008 - 1º turno                                               | 1                                                                              |                                                                                |
| 17-7-2008                                                                      | Jablonec nad Nisou                                                             | Inghilterra under 19                                                           | 0 – 0                                                                          | Italia under 19                                                                | Europeo Under-19 2008 - 1º turno                                               | -                                                                              |                                                                                |
| 20-7-2008                                                                      | Mladá Boleslav                                                                 | Italia under 19                                                                | 4 – 3                                                                          | Rep. Ceca under 19                                                             | Europeo Under-19 2008 - 1º turno                                               | 1                                                                              |                                                                                |
| 23-7-2008                                                                      | Plzeň                                                                          | Italia under 19                                                                | 1 – 0                                                                          | Ungheria under 19                                                              | Europeo Under-19 2008 - Semifinale                                             | -                                                                              |                                                                                |
| 26-7-2008                                                                      | Jablonec nad Nisou                                                             | Germania under 19                                                              | 3 – 1                                                                          | Italia under 19                                                                | Europeo Under-19 2008 - Finale                                                 | -                                                                              | 2º posto                                                                       |
| Totale                                                                         |                                                                                | Presenze                                                                       | 11                                                                             |                                                                                | Reti                                                                           | 4                                                                              |                                                                                |

## Palmarès

### Club

#### Competizioni giovanili
- Campionato Allievi Nazionali: 1

Milan: 2006-2007